# القواعد المثلى في صفات الله تعالى وأسمائه الحسنى
كتاب «القواعد المثلى في صفات الله وأسمائه الحسنى» لابن عثيمين هو رسالة اشتملت على بيان عقيدة السلف الصالح في أسماء الله وصفاته، كما اشتملت على قواعد عظيمة وفوائد جمة في باب الأسماء والصفات. وأوضحت معنى المعية الواردة في كتاب الله عز وجل. كما اشتملت على إنكار قول أهل التعطيل، والتشبيه، والتمثيل، وأهل الحلول والاتحاد.

## أهمية موضوع الأسماء والصفات
1-الإيمان بأسماء الله وصفاته أحد أركان الإيمان بالله تعالى الأربعة.
2-توحيد الله به أحد أقسام التوحيد الثلاثة.
3- لا يمكن لأحد أن يعبد الله على الوجه الأكمل حتى يكون على علم بأسماء الله تعالى وصفاته ليعبده على بصيرة، قال تعالى: ((ولله الأسماء الحسنى فادعوه بها)) ~الأعراف، وهذا يشمل دعاء المسألة ودعاء العبادة.

## سبب التأليف
1- منزلة هذا الموضوع.
2- من أجل كلام الناس فيه بالحق تارة وبالباطل الناشئ عن جهل أو تعصب تارة أخرى.

## أبواب الكتاب[2]
- قواعد في أسماء الله تعالى:

القاعدة الأولى: أسماء الله تعالى كلها حسنى
القاعدة الثانية: أسماء الله تعالى أعلام وأوصاف
القاعدة الثالثة: أسماء الله تعالى إن دلت على وصف متعد تضمنت ثلاثة أمور
القاعدة الرابعة: دلالة أسماء الله تعالى على ذاته وصفاته تكون بالمطابقة، وبالتضمن، وبالالتزام
القاعدة الخامسة: أسماء الله تعالى توقيفية لا مجال للعقل فيها
القاعدة السادسة: أسماء الله تعالى غير محصورة بعدد معين
القاعدة السابعة: الإلحاد في أسماء الله تعالى هو الميل بها عما يجب فيها
- قواعد في صفات الله تعالى:

القاعدة الأولى: صفات الله كلها صفات كمال لا نقص فيها
القاعدة الثانية: باب الصفات أوسع من باب الأسماء
القاعدة الثالثة: صفات الله تعالى تنقسم إلى قسمين: ثبوتية. وسلبية
القاعدة الرابعة: الصفات الثبوتية صفات مدح وكمال
القاعدة الخامسة: الصفات الثبوتية تنقسم إلى قسمين: ذاتية. وفعلية.
القاعدة السادسة: يلزم في إثبات الصفات التخلي عن محذورين عظيمين
القاعدة السابعة: صفات الله تعالى توقيفية لا مجال للعقل فيها
- قواعد في أدلة الأسماء والصفات:

القاعدة الأولى: الأدلة التي تثبت بها أسماء الله تعالى
القاعدة الثانية: الواجب في نصوص القرآن والسنة إجراؤها على ظاهرها دون تحريف
القاعدة الثالثة: ظواهر نصوص الصفات معلومة لنا باعتبار ومجهولة لنا باعتبار آخر
القاعدة الرابعة: ظاهر النصوص ما يتبادر منها إلى الذهن من المعاني

## شروح الكتاب
- «التعليق على القواعد المثلى».. للشيخ عبد الرحمن البراك.
- «المجلى في شرح القواعد المثلى في صفات الله وأسمائه الحسنى».. للباحثة كاملة الكواري.
- «شرح القواعد المثلى في صفات الله وأسمائه الحسنى» لمؤلف الكتاب نفسه: محمد بن صالح العثيمين
- «التعليق الأسنى على القواعد المثلى في صفات الله وأسمائه الحسنى» لياسين بن علي الحوشبي العدني.